# Raymond Smith (Dartspieler)
Raymond Glen Smith (* 6. Dezember 1979 in Brisbane, Queensland) ist ein australischer Dartspieler.

## Karriere
Raymond Smith wohnte als Jugendlicher alleine auf einem Campingplatz, wo kurz vor seinem 18. Geburtstag eine Dartscheibe aufgehängt wurde, worauf er das Dartspielen begann. Seit 2008 spielt Smith Turniere und konnte 2015 beim Central Coast Australian Classic sein erstes großes Turnier gewinnen. Es folgten zwei weitere Siege bei den New South Wales Open sowie beim North Queensland Classic, welches er auch 2016 gewann. Beim WDF World Cup 2015 erreichte Smith das Viertelfinale, wo er 4:5 gegen den Litauer Darius Labanauskas verlor. 2016 konnte er das Sunshine State Classic auch das Viertelfinale des WDF Asia-Pacific Cups erreichen. Beim World Masters schied er nach einer 2:0-Führung mit 2:3 gegen Wesley Harms aus den Niederlanden aus. Smith qualifizierte sich für die BDO World Darts Championship 2017, wo er in der Vorrunde gegen Davy van Baelen aus Belgien siegte, nachdem dieser zuvor sechs Matchdarts vergeben hatte. In der ersten Runde kam mit Geert De Vos sein Gegner erneut aus Belgien, jedoch unterlag der Australier dieses Mal deutlich mit 0:3. 2017 erreichte Smith das Finale des WDF World Cup, musste sich dort jedoch dem Kanadier Jeff Smith geschlagen geben. Mit der australischen Mannschaft hingegen konnte Smith den Weltmeistertitel gewinnen. 2018 gewann Smith vier Turniere auf der DPA Tour und gab außerdem sein Debüt bei der World Series of Darts, als er beim Melbourne Darts Masters 2018 teilnahm. In der ersten Runde scheiterte er an Michael van Gerwen mit 1:6. Eine Woche später hingegen lief es für den Australier besser und er besiegte beim Brisbane Darts Masters Michael Smith 6:1. Im Viertelfinale traf er dann auf den Schotten Peter Wright, der ihn mit 4:10 besiegte. Durch diese Leistungen war Smith auch für die World Series of Darts Finals qualifiziert. Dort schlug er Keegan Brown in der ersten Runde mit 6:3. In der zweiten Runde schied er dann nur knapp gegen Raymond van Barneveld im Decider aus. Als Erster der DPA Order of Merit qualifizierte sich Smith zudem für die PDC World Darts Championship 2019. Bei seinem Weltmeisterschafts-Debüt bei der PDC schied er mit 2:3 gegen den Engländer Alan Tabern aus.
Aufgrund der COVID-19-Pandemie spielte Smith in der Folgezeit kaum Turniere. Auch Depressionen aufgrund des Selbstmordes seines Bruders trugen erschwerend zu dieser Situation hinzu. Smith zog sogar ein Karriereende in Betracht, jedoch spielte er weiter und im September 2021 gelang ihm zum dritten Mal der Sieg beim North Queensland Classic. Als Sieger der DPA Satellite Finals qualifizierte er sich erneut für die PDC World Darts Championship 2022. Auch sein Sohn Ky Smith qualifizierte sich für die Weltmeisterschaft. Somit nahmen bei der WM 2022 erstmals zwei Spieler teil, die in einer Vater-Sohn-Beziehung stehen.
Während Ky bereits in der ersten Runde ausschied, konnte Raymond Smith trotz seiner Außenseiterrolle (anders als die meisten anderen Teilnehmer besaß er keine Tour Card) überraschend weit kommen. Nach einem Erstrundensieg gegen Jamie Hughes gewann Smith mit 3:0 in den Sätzen gegen den gesetzten Devon Petersen und zog in die dritte Runde ein. Damit war er bereits der Qualifikant, der am weitesten im Turnier kam – alle anderen Drittrundenteilnehmer nahmen aufgrund ihrer Platzierung in der PDC Order of Merit oder der PDC Pro Tour Order of Merit am Turnier teil. Auch den Deutschen Florian Hempel konnte Smith bezwingen. Er zog damit ins Achtelfinale gegen Mervyn King ein.
Mitte August nahm Smith als Titelverteidiger bei den Australian Darts Open 2023 teil. Er war dabei an Position fünf gesetzt und gewann in seiner Gruppe jeweils mit 5:1 gegen Aaron Morrison und Gordon Mathers. Im Viertelfinale siegte er dann mit 6:4 gegen Peter Machin, bevor er das Halbfinale gegen den neuen Titelträger Andy Baetens mit 0:8 verlor.
Ende September war Smith Teil des australischen Teams beim WDF World Cup 2023. Im Einzel erreichte er dabei das Achtelfinale, das mit 1:4 gegen Carles Arola aus Katalonien verlor. Auch im Doppel an der Seite von Peter Machin ging es bis ins Achtelfinale. Als Teil des australischen Teams schied man sogar erst im Halbfinale gegen England unterlag und sich somit die Bronzemedaille sicherte.
Mitte Februar gewann Smith das South Australian Classic. Er setzte sich hierfür unter anderem gegen Peter Machin durch und gewann im Finale gegen David Platt mit 7:2. Da es sich dabei um ein Gold-Turnier handelte, ist Smith somit auf direktem Wege für die WDF World Darts Championship 2025 qualifiziert.
Ende Mai stand Smith im Finale des Sunshine State Classic, das er jedoch mit 4:5 gegen Howard Jones verlor.
Im Juni gewann Smith die ersten vier Turniere der neu geschaffenen Australian Darts Association Tour.

## Weltmeisterschaftsresultate

### BDO
- 2017: 1. Runde (0:3-Niederlage gegen  Geert De Vos)

### PDC
- 2019: 1. Runde (2:3-Niederlage gegen  Alan Tabern)
- 2022: Achtelfinale (3:4-Niederlage gegen  Mervyn King)
- 2023: 1. Runde (0:3-Niederlage gegen  Karel Sedláček)

## Titel

### WDF
- Platin-Turniere
  - Australian Darts Open: (1) 2022
- Gold-Turniere 
  - South Australian Classic: (1) 2025
- Silber-Turniere
  - Pacific Masters: (1) 2023
  - North Queensland Classic: (2) 2021, 2024
- Bronze-Turniere 
  - Challenger Classic: (1) 2021
  - Sunshine State Classic: (1) 2022
- nicht gerankt
  - Central Coast Classic: (1) 2015
  - New South Wales Open: (1) 2015
  - North Queensland Classic: (2) 2015, 2016
  - Sunshine State Classic: (1) 2016

### PDC
- Global Affiliate Tours
  - DPA Pro Tour
    - DPA Pro Tour 2018: 1, 5, 13, 14, 16
    - DPA Pro Tour 2022
      - Queensland: 3, 4, 5, 6

  - ADA Tour
    - ADA Tour 2025: 1, 2, 3, 4